# Segunda División B de España 2004-05
La temporada 2004–05 de la Segunda División B de España de fútbol corresponde a la 28ª edición del campeonato y se disputó entre el 28 de agosto de 2004 y el 29 de mayo de 2005 en su fase regular. Posteriormente se disputó la promoción de ascenso entre el 5 de junio y el 26 de junio.

## Sistema de competición
Participan ochenta clubes de toda la geografía española, encuadrados en cuatro grupos de veinte equipos según proximidad geográfica. Se enfrentan en cada grupo todos contra todos en dos ocasiones -una en campo propio y otra en campo contrario- durante un total de 38 jornadas. El orden de los encuentros se decide por sorteo antes de empezar la competición. La Real Federación Española de Fútbol es la responsable de designar a los árbitros de cada encuentro.
El ganador de un partido obtiene tres puntos, el perdedor no suma puntos, y en caso de un empate hay un punto para cada equipo. Al término del campeonato, el equipo que acumula más puntos en cada grupo se proclama campeón de Segunda División B y juega la promoción de ascenso; junto con los segundos, terceros y cuartos clasificados de cada grupo para ascender a Segunda División. Esta promoción tiene formato de eliminación directa a doble partido, con cuatro grupos en los que se emparejan equipos de distintos grupos y que hayan quedado en posiciones distintas, emparejándose primeros contra cuartos y segundos contra terceros. Los vencedores disputan la eliminatoria final.
Los cuatro últimos equipos clasificados de cada grupo descienden a Tercera División. Los decimosextos clasificados juegan la promoción por la permanencia que se disputa por eliminación directa a doble partido y los emparejamientos se determinan por sorteo. Los dos equipos derrotados se enfrentan en otra eliminatoria a doble partido en la que el perdedor pierde la categoría.

## Equipos de la temporada 2004/05
| Datos de ascensos y descensos |
| --- |
| Algeciras CF, UD Las Palmas, CD Leganés y Rayo Vallecano descienden de Segunda División A. Gimnàstic de Tarragona, UE Lleida, Pontevedra CF y Racing de Ferrol ascienden a Segunda División A. Real Avilés Industrial, Real Betis "B", CP Cacereño, CD Calahorra, UD Casetas, Caudal Deportivo, SD Compostela, UD Los Palacios, CE Mataró, UD Mérida, Palamós CF, Racing de Santander "B", CF Rayo Majadahonda, CD Toledo, Valencia CF "B", CF Villanovense y Yeclano CF descienden a Tercera División. También desciende el CD Logroñés por motivos económicos. CD Alcalá, CD Alcoyano, Arenas CD, Atlético Arteixo, CF Badalona, Benidorm CD, Castillo CF, CD Díter Zafra, CD Don Benito, CD Guijuelo, SD Huesca, SD Lemona, Levante UD "B", Club Marino de Luanco, CDA Navalcarnero, CM Peralta y Sestao River Club ascienden a Segunda División B. También asciende el Haro Deportivo que ocupa la plaza del CD Logroñés. |

### Grupo I
En este grupo se encuentran los equipos de: Galicia (3), Comunidad de Madrid (9), Islas Baleares (1) y Canarias (7).
| - Atlético Arteixo - RC Celta de Vigo "B" - CD Ourense - RSD Alcalá - AD Alcorcón - Club Atlético de Madrid "B" - CF Fuenlabrada - CD Leganés - CDA Navalcarnero - Rayo Vallecano |  | - Real Madrid CF "B" - UD San Sebastián de los Reyes - RCD Mallorca "B" - Castillo CF - UD Fuerteventura - UD Lanzarote - UD Las Palmas - UD Pájara-Playas de Jandía - Universidad LPGC CF - UD Vecindario |

### Grupo II
En este grupo se encuentran los equipos de: Asturias (1), Cantabria (1), País Vasco (8), Castilla y León (7) y La Rioja (3).
| - Club Marino de Luanco - Gimnástica de Torrelavega - Amurrio Club - Barakaldo CF - Athletic Club "B" - Deportivo Alavés "B" - SD Lemona - Real Sociedad de Fútbol "B" - Real Unión Club - Sestao River Club |  | - Burgos CF - Cultural Leonesa - CD Guijuelo - CD Mirandés - CF Palencia - SD Ponferradina - Zamora CF - CD Alfaro - Haro Deportivo - CD Recreación |

### Grupo III
En este grupo se encuentran los equipos de: Cataluña (7), Comunidad Valenciana (8), Navarra (3) y Aragón (2).
| - CF Badalona - FC Barcelona "B" - RCD Espanyol "B" - UE Figueres - Girona FC - UDA Gramenet - CE Sabadell FC - CD Alcoyano - Alicante CF - Benidorm CD |  | - CD Castellón - Hércules CF - Levante UD "B" - Novelda CF - Villajoyosa CF - Club Atlético Osasuna "B" - CM Peralta - Peña Sport FC - SD Huesca - Real Zaragoza "B" |

### Grupo IV
En este grupo se encuentran los equipos de: Andalucía (8), Región de Murcia (2), Extremadura (5), Castilla-La Mancha (3) y las ciudades autónomas de Ceuta (1) y Melilla (1).
| - CD Alcalá - Algeciras CF - Arenas CD - Écija Balompié - Real Jaén CF - CD Linares - UD Marbella - Sevilla FC "B" - FC Cartagena - Lorca Deportiva CF |  | - CD Badajoz - CD Díter Zafra - CD Don Benito - CF Extremadura - Jerez CF - UB Conquense - Talavera CF - Tomelloso CF - AD Ceuta - UD Melilla |

## Clasificaciones y resultados

### Grupo I

#### Clasificación
| Pos. | Equipo                           | Pts. | PJ | G  | E  | P  | GF | GC | Dif. | Clasificación                     |
| ---- | -------------------------------- | ---- | -- | -- | -- | -- | -- | -- | ---- | --------------------------------- |
| 1    | Real Madrid C. F. "B" (A)        | 76   | 38 | 22 | 10 | 6  | 60 | 28 | +32  | Acceso a Promoción de ascenso     |
| 2    | Universidad LPGC C. F.           | 70   | 38 | 21 | 7  | 10 | 44 | 27 | +17  | Acceso a Promoción de ascenso     |
| 3    | Rayo Vallecano                   | 65   | 38 | 17 | 14 | 7  | 45 | 31 | +14  | Acceso a Promoción de ascenso     |
| 4    | R. S. D. Alcalá                  | 63   | 38 | 17 | 12 | 9  | 38 | 28 | +10  | Acceso a Promoción de ascenso     |
| 5    | C. D. Leganés                    | 63   | 38 | 19 | 6  | 13 | 45 | 41 | +4   |                                   |
| 6    | Atlético de Madrid "B"           | 60   | 38 | 17 | 9  | 12 | 59 | 40 | +19  |                                   |
| 7    | U. D. Las Palmas                 | 60   | 38 | 17 | 9  | 12 | 50 | 33 | +17  |                                   |
| 8    | R. C. Celta de Vigo "B"          | 57   | 38 | 15 | 12 | 11 | 47 | 48 | −1   |                                   |
| 9    | C. D. Ourense                    | 57   | 38 | 15 | 12 | 11 | 43 | 29 | +14  |                                   |
| 10   | Castillo C. F.                   | 53   | 38 | 13 | 14 | 11 | 34 | 33 | +1   |                                   |
| 11   | A. D. Alcorcón                   | 49   | 38 | 13 | 10 | 15 | 56 | 56 | 0    |                                   |
| 12   | U. D. Vecindario                 | 48   | 38 | 12 | 12 | 14 | 46 | 45 | +1   |                                   |
| 13   | U. D. Lanzarote                  | 46   | 38 | 11 | 13 | 14 | 44 | 50 | −6   |                                   |
| 14   | U. D. San Sebastián de los Reyes | 46   | 38 | 13 | 7  | 18 | 38 | 46 | −8   |                                   |
| 15   | U. D. Pájara-Playas de Jandía    | 44   | 38 | 10 | 14 | 14 | 41 | 53 | −12  |                                   |
| 16   | C. F. Fuenlabrada                | 44   | 38 | 10 | 14 | 14 | 43 | 47 | −4   | Acceso a Promoción de permanencia |
| 17   | U. D. Fuerteventura (D)          | 39   | 38 | 9  | 12 | 17 | 34 | 50 | −16  | Descenso a Tercera División       |
| 18   | R. C. D. Mallorca "B" (D)        | 37   | 38 | 10 | 7  | 21 | 34 | 45 | −11  | Descenso a Tercera División       |
| 19   | C. D. A. Navalcarnero (D)        | 30   | 38 | 7  | 9  | 22 | 29 | 63 | −34  | Descenso a Tercera División       |
| 20   | Atlético Arteixo (D)             | 26   | 38 | 5  | 11 | 22 | 32 | 69 | −37  | Descenso a Tercera División       |

 Fuente: BDFutbol
Criterios de clasificación: Puntos · Enfrentamientos directos · Diferencia de goles · Goles a favor · Play-off

#### Resultados
| Local \ Visitante                | ALA | ALO | ART | ATM | CAS | CEL | FUN | FUR | LAN | LAS | LEG | MAL | NAV | OUR | PAJ | RAY | RMA | SAS | ULP | VEC |
| -------------------------------- | --- | --- | --- | --- | --- | --- | --- | --- | --- | --- | --- | --- | --- | --- | --- | --- | --- | --- | --- | --- |
| R. S. D. Alcalá                  | —   | 2–0 | 0–0 | 1–1 | 1–2 | 2–0 | 1–0 | 1–1 | 1–1 | 1–1 | 0–1 | 1–0 | 1–0 | 2–1 | 1–0 | 0–0 | 0–0 | 1–0 | 3–1 | 1–0 |
| A. D. Alcorcón                   | 4–1 | —   | 3–0 | 2–5 | 1–1 | 3–4 | 2–2 | 2–2 | 6–2 | 1–0 | 3–0 | 1–1 | 2–0 | 1–0 | 5–0 | 0–1 | 0–1 | 0–4 | 1–0 | 4–0 |
| Atlético Arteixo                 | 0–1 | 2–2 | —   | 2–2 | 2–1 | 3–4 | 2–2 | 2–2 | 1–1 | 1–3 | 0–4 | 3–1 | 2–0 | 0–1 | 2–2 | 1–2 | 2–4 | 2–1 | 0–2 | 0–0 |
| Atlético de Madrid "B"           | 0–2 | 0–0 | 3–0 | —   | 2–1 | 2–0 | 3–1 | 1–1 | 2–0 | 4–1 | 3–1 | 2–0 | 3–0 | 1–2 | 1–0 | 1–3 | 0–2 | 4–0 | 2–0 | 0–0 |
| Castillo C. F.                   | 1–0 | 1–2 | 2–1 | 1–0 | —   | 1–1 | 1–2 | 1–0 | 1–1 | 0–1 | 0–0 | 1–0 | 2–0 | 0–0 | 0–0 | 0–0 | 1–1 | 1–0 | 0–1 | 1–0 |
| R. C. Celta de Vigo "B"          | 2–1 | 2–1 | 0–0 | 1–0 | 1–1 | —   | 4–3 | 1–1 | 1–0 | 2–0 | 1–0 | 0–1 | 1–1 | 2–2 | 3–0 | 0–2 | 0–0 | 0–3 | 2–1 | 1–1 |
| C. F. Fuenlabrada                | 1–1 | 2–1 | 3–0 | 3–2 | 0–1 | 0–0 | —   | 0–0 | 1–1 | 0–0 | 1–2 | 1–1 | 0–0 | 0–0 | 2–2 | 3–2 | 1–1 | 2–1 | 0–2 | 3–1 |
| U. D. Fuerteventura              | 1–1 | 3–0 | 0–1 | 0–0 | 3–3 | 1–1 | 1–0 | —   | 1–0 | 1–3 | 1–0 | 0–2 | 0–2 | 4–2 | 1–2 | 1–1 | 0–1 | 2–2 | 1–0 | 2–1 |
| U. D. Lanzarote                  | 3–0 | 3–2 | 1–0 | 1–3 | 0–1 | 1–0 | 1–1 | 4–0 | —   | 0–2 | 2–1 | 2–0 | 3–0 | 1–0 | 3–3 | 2–0 | 1–1 | 1–0 | 0–1 | 1–1 |
| U. D. Las Palmas                 | 0–2 | 3–0 | 4–0 | 1–1 | 3–0 | 2–1 | 0–0 | 0–1 | 0–0 | —   | 1–2 | 3–2 | 5–0 | 0–2 | 0–1 | 1–1 | 1–0 | 2–0 | 2–1 | 0–2 |
| C. D. Leganés                    | 0–3 | 2–0 | 3–0 | 3–2 | 2–1 | 1–0 | 1–0 | 2–0 | 2–0 | 0–3 | —   | 3–0 | 1–0 | 1–1 | 2–1 | 1–0 | 0–1 | 1–0 | 1–0 | 1–0 |
| R. C. D. Mallorca "B"            | 0–1 | 0–2 | 1–0 | 4–1 | 1–1 | 1–1 | 1–2 | 1–0 | 6–0 | 0–1 | 2–2 | —   | 2–0 | 0–0 | 1–0 | 0–1 | 0–1 | 1–2 | 0–2 | 0–1 |
| C. D. A. Navalcarnero            | 3–1 | 0–1 | 0–0 | 2–5 | 0–0 | 2–1 | 0–1 | 1–0 | 2–2 | 0–1 | 2–2 | 2–0 | —   | 1–1 | 1–1 | 1–4 | 0–4 | 3–0 | 0–2 | 1–1 |
| C. D. Ourense                    | 0–1 | 1–1 | 5–1 | 1–0 | 2–1 | 0–1 | 1–0 | 2–0 | 0–0 | 1–0 | 2–0 | 1–2 | 3–1 | —   | 2–0 | 1–0 | 0–1 | 1–2 | 0–1 | 1–0 |
| U. D. Pájara-Playas de Jandía    | 0–0 | 0–0 | 2–0 | 1–1 | 1–2 | 0–1 | 2–1 | 2–1 | 1–0 | 1–1 | 3–0 | 2–1 | 1–3 | 1–5 | —   | 4–1 | 2–3 | 1–0 | 0–0 | 3–1 |
| Rayo Vallecano                   | 2–0 | 1–1 | 2–1 | 2–0 | 1–0 | 1–1 | 1–0 | 3–1 | 1–0 | 0–0 | 2–0 | 0–1 | 1–0 | 0–0 | 2–2 | —   | 0–2 | 0–0 | 0–0 | 3–2 |
| Real Madrid C. F. "B"            | 0–0 | 5–0 | 1–0 | 0–1 | 1–0 | 1–4 | 4–2 | 2–0 | 2–1 | 0–2 | 2–1 | 0–0 | 3–1 | 1–1 | 4–0 | 2–2 | —   | 1–0 | 0–1 | 3–0 |
| U. D. San Sebastián de los Reyes | 0–2 | 3–1 | 2–0 | 0–1 | 1–1 | 0–1 | 2–3 | 1–0 | 1–0 | 2–1 | 1–1 | 1–0 | 1–0 | 0–0 | 0–0 | 1–2 | 1–1 | —   | 1–0 | 3–1 |
| Universidad LPGC C. F.           | 1–1 | 1–0 | 2–1 | 0–0 | 0–0 | 4–0 | 1–0 | 2–0 | 3–3 | 1–0 | 3–1 | 1–0 | 2–0 | 1–0 | 1–0 | 1–1 | 0–4 | 3–0 | —   | 2–1 |
| U. D. Vecindario                 | 1–0 | 1–1 | 0–0 | 1–0 | 1–2 | 5–2 | 1–0 | 0–1 | 2–2 | 3–2 | 0–0 | 3–1 | 3–0 | 1–1 | 1–1 | 0–0 | 3–0 | 5–2 | 2–0 | —   |

### Grupo II

#### Clasificación
| Pos. | Equipo                        | Pts. | PJ | G  | E  | P  | GF | GC | Dif. | Clasificación                     |
| ---- | ----------------------------- | ---- | -- | -- | -- | -- | -- | -- | ---- | --------------------------------- |
| 1    | S. D. Ponferradina            | 69   | 38 | 18 | 15 | 5  | 43 | 28 | +15  | Acceso a Promoción de ascenso     |
| 2    | Real Unión Club               | 68   | 38 | 18 | 14 | 6  | 47 | 27 | +20  | Acceso a Promoción de ascenso     |
| 3    | Burgos C. F.                  | 63   | 38 | 17 | 12 | 9  | 44 | 24 | +20  | Acceso a Promoción de ascenso     |
| 4    | Zamora C. F.                  | 62   | 38 | 17 | 11 | 10 | 39 | 30 | +9   | Acceso a Promoción de ascenso     |
| 5    | Real Sociedad "B"             | 62   | 38 | 16 | 14 | 8  | 41 | 29 | +12  |                                   |
| 6    | C. D. Recreación              | 60   | 38 | 16 | 12 | 10 | 37 | 36 | +1   |                                   |
| 7    | Barakaldo C. F.               | 59   | 38 | 15 | 14 | 9  | 41 | 32 | +9   |                                   |
| 8    | S. D. Lemona                  | 58   | 38 | 14 | 16 | 8  | 34 | 26 | +8   |                                   |
| 9    | Athletic Club "B"             | 57   | 38 | 16 | 9  | 13 | 53 | 43 | +10  |                                   |
| 10   | Cultural Leonesa              | 56   | 38 | 14 | 14 | 10 | 52 | 40 | +12  |                                   |
| 11   | Amurrio Club                  | 51   | 38 | 11 | 18 | 9  | 33 | 25 | +8   |                                   |
| 12   | Deportivo Alavés "B"          | 51   | 38 | 12 | 15 | 11 | 38 | 36 | +2   |                                   |
| 13   | C. F. Palencia                | 45   | 38 | 11 | 12 | 15 | 40 | 41 | −1   |                                   |
| 14   | C. D. Alfaro                  | 43   | 38 | 10 | 13 | 15 | 42 | 53 | −11  |                                   |
| 15   | Marino de Luanco              | 42   | 38 | 11 | 9  | 18 | 39 | 48 | −9   |                                   |
| 16   | C. D. Mirandés (D)            | 42   | 38 | 9  | 15 | 14 | 26 | 35 | −9   | Acceso a Promoción de permanencia |
| 17   | C. D. Guijuelo (D)            | 39   | 38 | 9  | 12 | 17 | 37 | 48 | −11  | Descenso a Tercera División       |
| 18   | Gimnástica de Torrelavega (D) | 32   | 38 | 8  | 8  | 22 | 29 | 58 | −29  | Descenso a Tercera División       |
| 19   | Sestao River (D)              | 32   | 38 | 7  | 11 | 20 | 34 | 54 | −20  | Descenso a Tercera División       |
| 20   | Haro Deportivo (D)            | 22   | 38 | 4  | 10 | 24 | 18 | 54 | −36  | Descenso a Tercera División       |

 Fuente: BDFutbol
Criterios de clasificación: Puntos · Enfrentamientos directos · Diferencia de goles · Goles a favor · Play-off

#### Resultados
| Local \ Visitante         | ALA | ALF | AMU | ATH | BAR | BUR | CUL | GIM | GUI | HAR | LEM | MAR | MIR | PAL | PON | RSO | RUN | REC | SES | ZAM |
| ------------------------- | --- | --- | --- | --- | --- | --- | --- | --- | --- | --- | --- | --- | --- | --- | --- | --- | --- | --- | --- | --- |
| Deportivo Alavés "B"      | —   | 3–0 | 0–0 | 1–3 | 1–2 | 0–0 | 2–1 | 2–1 | 1–1 | 1–2 | 2–1 | 2–1 | 0–1 | 2–0 | 1–1 | 1–1 | 0–0 | 0–3 | 1–0 | 0–0 |
| C. D. Alfaro              | 2–2 | —   | 1–0 | 2–2 | 0–0 | 0–1 | 2–1 | 2–0 | 1–0 | 0–1 | 1–0 | 2–2 | 1–1 | 1–1 | 1–4 | 1–1 | 2–0 | 2–1 | 1–1 | 0–3 |
| Amurrio Club              | 0–0 | 0–0 | —   | 1–1 | 1–1 | 1–2 | 2–1 | 2–1 | 2–0 | 2–0 | 1–2 | 0–0 | 0–0 | 1–2 | 0–0 | 0–0 | 1–1 | 0–1 | 0–0 | 1–0 |
| Athletic Club "B"         | 2–1 | 2–1 | 2–2 | —   | 5–1 | 0–0 | 1–2 | 2–0 | 2–0 | 2–0 | 1–0 | 3–0 | 3–0 | 1–1 | 0–2 | 1–0 | 1–3 | 0–1 | 3–1 | 4–1 |
| Barakaldo C. F.           | 3–0 | 2–0 | 2–0 | 0–1 | —   | 1–1 | 1–2 | 1–0 | 0–0 | 1–0 | 1–1 | 2–1 | 0–0 | 0–0 | 0–1 | 1–0 | 3–1 | 1–2 | 2–1 | 1–0 |
| Burgos C. F.              | 0–0 | 3–0 | 1–0 | 3–1 | 1–3 | —   | 1–0 | 3–0 | 1–0 | 0–0 | 3–0 | 3–0 | 2–1 | 0–0 | 0–1 | 1–0 | 3–1 | 1–2 | 2–1 | 1–0 |
| Cultural Leonesa          | 0–0 | 4–3 | 1–1 | 2–0 | 2–2 | 3–1 | —   | 1–1 | 3–0 | 4–0 | 1–1 | 3–0 | 2–0 | 2–1 | 1–1 | 0–3 | 1–2 | 1–1 | 1–1 | 1–1 |
| Gimnástica de Torrelavega | 3–2 | 1–0 | 0–2 | 1–2 | 0–2 | 0–0 | 0–0 | —   | 2–1 | 0–0 | 0–1 | 0–0 | 1–1 | 1–5 | 0–3 | 0–2 | 0–0 | 3–1 | 2–1 | 2–0 |
| C. D. Guijuelo            | 1–1 | 2–1 | 0–1 | 2–0 | 0–0 | 2–2 | 1–2 | 2–1 | —   | 2–0 | 0–0 | 3–2 | 3–1 | 1–2 | 1–0 | 1–2 | 1–2 | 0–1 | 1–0 | 0–2 |
| Haro Deportivo            | 0–0 | 1–4 | 0–0 | 0–2 | 1–1 | 0–1 | 0–1 | 2–3 | 1–1 | —   | 0–0 | 1–1 | 1–1 | 2–5 | 1–0 | 1–2 | 1–2 | 0–1 | 1–0 | 0–2 |
| S. D. Lemona              | 1–1 | 2–1 | 1–0 | 4–2 | 2–0 | 0–0 | 1–0 | 3–0 | 1–0 | 1–0 | —   | 1–1 | 1–0 | 1–0 | 0–0 | 1–1 | 1–1 | 0–1 | 2–1 | 1–1 |
| Marino de Luanco          | 1–2 | 2–0 | 1–3 | 1–1 | 1–0 | 0–2 | 1–1 | 3–0 | 2–1 | 2–1 | 1–0 | —   | 1–0 | 2–1 | 0–1 | 0–1 | 4–0 | 1–1 | 3–0 | 1–0 |
| C. D. Mirandés            | 0–2 | 1–1 | 0–2 | 1–0 | 0–1 | 0–1 | 1–1 | 1–0 | 3–2 | 0–0 | 0–0 | 1–0 | —   | 0–3 | 4–0 | 0–0 | 0–0 | 0–1 | 1–0 | 3–0 |
| C. F. Palencia            | 0–2 | 0–1 | 0–0 | 2–1 | 0–0 | 0–2 | 1–2 | 3–0 | 1–1 | 3–0 | 0–2 | 1–0 | 0–0 | —   | 0–0 | 2–2 | 0–0 | 0–0 | 1–3 | 0–2 |
| S. D. Ponferradina        | 1–0 | 3–2 | 0–0 | 1–0 | 1–1 | 0–0 | 3–2 | 1–0 | 3–0 | 2–1 | 0–0 | 3–1 | 0–0 | 2–1 | —   | 1–0 | 0–4 | 2–2 | 2–1 | 0–0 |
| Real Sociedad "B"         | 2–1 | 0–0 | 1–2 | 1–1 | 1–0 | 1–0 | 1–0 | 3–2 | 1–0 | 2–0 | 1–1 | 1–0 | 0–0 | 2–0 | 0–0 | —   | 1–2 | 0–0 | 0–4 | 0–0 |
| Real Unión Club           | 2–1 | 2–2 | 1–1 | 3–0 | 0–0 | 0–0 | 0–0 | 1–0 | 1–0 | 2–0 | 1–1 | 2–0 | 2–0 | 2–0 | 0–1 | 2–0 | —   | 1–2 | 4–1 | 1–1 |
| C. D. Recreación          | 0–2 | 0–0 | 1–1 | 1–0 | 3–2 | 0–3 | 1–0 | 0–2 | 1–1 | 1–0 | 0–0 | 1–0 | 0–1 | 2–1 | 0–0 | 0–2 | 0–1 | —   | 0–0 | 3–1 |
| Sestao River              | 0–1 | 1–3 | 0–3 | 1–1 | 0–1 | 1–0 | 2–2 | 2–2 | 0–0 | 1–0 | 1–0 | 3–3 | 2–1 | 0–1 | 2–1 | 1–1 | 0–1 | 1–1 | —   | 1–2 |
| Zamora C. F.              | 0–0 | 3–1 | 1–0 | 0–0 | 2–2 | 1–0 | 0–1 | 1–0 | 2–0 | 1–0 | 2–0 | 1–0 | 2–2 | 1–2 | 0–1 | 2–1 | 1–0 | 2–0 | 1–0 | —   |

### Grupo III

#### Clasificación
| Pos. | Equipo                    | Pts. | PJ | G  | E  | P  | GF | GC | Dif. | Clasificación                     |
| ---- | ------------------------- | ---- | -- | -- | -- | -- | -- | -- | ---- | --------------------------------- |
| 1    | Alicante C. F.            | 76   | 38 | 22 | 10 | 6  | 61 | 24 | +37  | Acceso a Promoción de ascenso     |
| 2    | Hércules C. F. (A)        | 65   | 38 | 18 | 11 | 9  | 45 | 36 | +9   | Acceso a Promoción de ascenso     |
| 3    | Levante U. D. "B"         | 61   | 38 | 16 | 13 | 9  | 39 | 24 | +15  |                                   |
| 4    | C. D. Castellón (A)       | 61   | 38 | 17 | 10 | 11 | 34 | 24 | +10  | Acceso a Promoción de ascenso     |
| 5    | Real Zaragoza "B"         | 61   | 38 | 17 | 10 | 11 | 46 | 31 | +15  | Acceso a Promoción de ascenso     |
| 6    | Villajoyosa C. F.         | 58   | 38 | 17 | 7  | 14 | 47 | 42 | +5   |                                   |
| 7    | C. D. Alcoyano            | 52   | 38 | 14 | 10 | 14 | 48 | 50 | −2   |                                   |
| 8    | U. E. Figueres            | 51   | 38 | 12 | 15 | 11 | 39 | 40 | −1   |                                   |
| 9    | C. F. Badalona            | 50   | 38 | 13 | 11 | 14 | 39 | 38 | +1   |                                   |
| 10   | S. D. Huesca              | 49   | 38 | 11 | 16 | 11 | 36 | 40 | −4   |                                   |
| 11   | F. C. Barcelona "B"       | 49   | 38 | 12 | 13 | 13 | 42 | 39 | +3   |                                   |
| 12   | Benidorm C. D.            | 48   | 38 | 12 | 12 | 14 | 35 | 43 | −8   |                                   |
| 13   | C. E. Sabadell F. C.      | 46   | 38 | 11 | 13 | 14 | 43 | 49 | −6   |                                   |
| 14   | C. M. Peralta             | 46   | 38 | 12 | 10 | 16 | 35 | 48 | −13  |                                   |
| 15   | C. A. Osasuna "B"         | 45   | 38 | 10 | 15 | 13 | 31 | 47 | −16  |                                   |
| 16   | U. D. A. Gramenet         | 45   | 38 | 10 | 15 | 13 | 30 | 34 | −4   | Acceso a Promoción de permanencia |
| 17   | Girona F. C. (D)          | 45   | 38 | 10 | 15 | 13 | 40 | 49 | −9   | Descenso a Tercera División       |
| 18   | R. C. D. Espanyol "B" (D) | 45   | 38 | 13 | 6  | 19 | 56 | 47 | +9   | Descenso a Tercera División       |
| 19   | Novelda C. F. (D)         | 40   | 38 | 8  | 16 | 14 | 31 | 37 | −6   | Descenso a Tercera División       |
| 20   | Peña Sport F. C. (D)      | 28   | 38 | 6  | 10 | 22 | 17 | 52 | −35  | Descenso a Tercera División       |

 Fuente: BDFutbol
Criterios de clasificación: Puntos · Enfrentamientos directos · Diferencia de goles · Goles a favor · Play-off
Notas:
1. ↑  El Levante U. D. "B" no pudo participar en la promoción de ascenso debido a que el equipo principal descendió a Segunda división.

#### Resultados
| Local \ Visitante     | ALC | ALI | BAD | BAR | BEN | CAS | ESP | FIG | GIR | GRA | HER | HUE | LEV | NOV | OSA | PEÑ | PER | SAB | VIL | ZAR |
| --------------------- | --- | --- | --- | --- | --- | --- | --- | --- | --- | --- | --- | --- | --- | --- | --- | --- | --- | --- | --- | --- |
| C. D. Alcoyano        | —   | 1–3 | 3–2 | 2–1 | 1–2 | 1–0 | 3–1 | 2–1 | 0–0 | 3–1 | 1–2 | 0–1 | 0–1 | 0–1 | 2–0 | 0–1 | 1–0 | 3–0 | 3–1 | 2–2 |
| Alicante C. F.        | 6–0 | —   | 1–0 | 0–0 | 3–1 | 0–1 | 1–0 | 2–0 | 2–0 | 2–0 | 1–2 | 2–1 | 0–1 | 2–1 | 5–0 | 4–0 | 0–0 | 1–1 | 1–0 | 2–0 |
| C. F. Badalona        | 2–1 | 0–0 | —   | 1–1 | 3–0 | 0–0 | 1–4 | 0–1 | 1–1 | 1–1 | 1–1 | 1–0 | 1–1 | 2–0 | 1–0 | 3–0 | 2–0 | 3–2 | 2–1 | 2–0 |
| F. C. Barcelona "B"   | 2–0 | 3–0 | 2–1 | —   | 0–0 | 1–2 | 2–0 | 2–2 | 1–2 | 0–0 | 0–0 | 3–4 | 0–2 | 2–1 | 4–0 | 1–0 | 2–1 | 0–0 | 1–0 | 0–1 |
| Benidorm C. D.        | 0–1 | 1–0 | 1–0 | 1–1 | —   | 2–1 | 0–3 | 1–2 | 0–0 | 0–0 | 1–1 | 0–0 | 2–2 | 0–0 | 3–2 | 3–0 | 0–2 | 0–2 | 1–2 | 0–2 |
| C. D. Castellón       | 0–0 | 0–0 | 0–0 | 0–1 | 1–0 | —   | 1–0 | 3–2 | 2–1 | 2–0 | 2–0 | 2–1 | 0–1 | 1–0 | 3–1 | 2–0 | 0–1 | 4–2 | 1–0 | 1–0 |
| R. C. D. Espanyol "B" | 5–1 | 1–2 | 1–2 | 1–1 | 2–3 | 1–1 | —   | 1–1 | 5–1 | 2–1 | 3–0 | 0–0 | 1–2 | 0–2 | 0–1 | 2–0 | 6–2 | 3–1 | 2–0 | 1–3 |
| U. E. Figueres        | 0–0 | 2–2 | 2–0 | 2–2 | 2–0 | 1–0 | 0–2 | —   | 1–1 | 0–0 | 1–3 | 0–1 | 2–0 | 2–1 | 2–1 | 2–1 | 3–1 | 2–2 | 1–0 | 1–1 |
| Girona F. C.          | 3–3 | 1–0 | 0–1 | 1–0 | 1–0 | 1–0 | 2–1 | 1–1 | —   | 2–1 | 2–0 | 1–1 | 0–0 | 1–1 | 0–1 | 3–0 | 2–2 | 2–5 | 0–2 | 0–2 |
| U. D. A. Gramenet     | 3–2 | 1–1 | 1–0 | 1–3 | 1–2 | 0–1 | 1–0 | 1–1 | 2–1 | —   | 0–1 | 2–1 | 0–0 | 2–1 | 1–1 | 0–0 | 4–0 | 1–0 | 1–0 | 0–0 |
| Hércules C. F.        | 1–3 | 0–1 | 1–1 | 1–0 | 1–1 | 0–0 | 1–0 | 1–0 | 1–0 | 1–2 | —   | 1–1 | 2–2 | 2–1 | 2–0 | 4–1 | 2–0 | 1–1 | 3–0 | 2–1 |
| S. D. Huesca          | 2–1 | 0–0 | 3–1 | 0–0 | 0–1 | 2–0 | 2–1 | 2–0 | 0–0 | 1–1 | 0–0 | —   | 0–5 | 1–1 | 0–0 | 0–2 | 0–2 | 1–0 | 4–2 | 1–4 |
| Levante U. D. "B"     | 1–0 | 1–2 | 1–0 | 0–1 | 1–0 | 1–0 | 0–2 | 0–0 | 0–1 | 1–0 | 3–0 | 2–0 | —   | 0–0 | 0–0 | 0–0 | 2–2 | 0–0 | 0–2 | 3–0 |
| Novelda C. F.         | 1–3 | 0–1 | 0–0 | 2–2 | 1–1 | 0–0 | 0–0 | 1–1 | 2–0 | 0–0 | 2–1 | 0–0 | 2–0 | —   | 0–0 | 2–0 | 2–1 | 1–1 | 1–3 | 1–2 |
| C. A. Osasuna "B"     | 1–1 | 0–0 | 2–1 | 4–2 | 1–3 | 1–1 | 3–1 | 0–1 | 2–2 | 1–0 | 1–1 | 1–1 | 1–0 | 0–0 | —   | 1–0 | 0–2 | 1–0 | 0–0 | 1–4 |
| Peña Sport F. C.      | 0–1 | 0–5 | 1–2 | 0–0 | 0–1 | 0–1 | 1–1 | 0–0 | 4–3 | 0–0 | 0–1 | 0–0 | 0–3 | 0–0 | 0–0 | —   | 0–1 | 4–1 | 0–0 | 1–0 |
| C. M. Peralta         | 1–1 | 1–2 | 0–0 | 1–0 | 1–0 | 0–0 | 1–3 | 2–0 | 1–1 | 1–0 | 0–3 | 2–2 | 1–3 | 1–0 | 0–0 | 1–0 | —   | 1–1 | 2–0 | 0–2 |
| C. E. Sabadell F. C.  | 0–0 | 1–2 | 2–0 | 1–0 | 2–3 | 2–1 | 2–0 | 2–0 | 1–1 | 0–0 | 0–1 | 0–0 | 1–1 | 1–0 | 1–1 | 1–0 | 1–0 | —   | 4–1 | 2–4 |
| Villajoyosa C. F.     | 1–1 | 2–2 | 2–1 | 2–1 | 1–1 | 1–0 | 1–0 | 1–0 | 2–1 | 2–1 | 0–1 | 0–2 | 0–0 | 3–1 | 3–1 | 3–0 | 2–1 | 5–0 | —   | 2–1 |
| Real Zaragoza "B"     | 1–1 | 1–3 | 1–0 | 3–0 | 0–0 | 0–0 | 1–0 | 0–0 | 1–1 | 0–0 | 3–0 | 2–1 | 1–0 | 1–2 | 0–1 | 0–1 | 1–0 | 1–0 | 0–0 | —   |

### Grupo IV

#### Clasificación
| Pos. | Equipo                    | Pts. | PJ | G  | E  | P  | GF | GC | Dif. | Clasificación                     |
| ---- | ------------------------- | ---- | -- | -- | -- | -- | -- | -- | ---- | --------------------------------- |
| 1    | Sevilla F. C. "B"         | 66   | 38 | 19 | 9  | 10 | 52 | 29 | +23  | Acceso a Promoción de ascenso     |
| 2    | U. B. Conquense           | 66   | 38 | 19 | 9  | 10 | 43 | 31 | +12  | Acceso a Promoción de ascenso     |
| 3    | A. D. Ceuta               | 65   | 38 | 17 | 14 | 7  | 38 | 22 | +16  | Acceso a Promoción de ascenso     |
| 4    | Lorca Deportiva C. F. (A) | 61   | 38 | 17 | 10 | 11 | 61 | 39 | +22  | Acceso a Promoción de ascenso     |
| 5    | U. D. Marbella            | 59   | 38 | 16 | 11 | 11 | 46 | 42 | +4   |                                   |
| 6    | Algeciras C. F.           | 54   | 38 | 13 | 15 | 10 | 26 | 25 | +1   |                                   |
| 7    | C. D. Badajoz             | 53   | 38 | 14 | 11 | 13 | 50 | 43 | +7   |                                   |
| 8    | U. D. Melilla             | 52   | 38 | 13 | 13 | 12 | 43 | 37 | +6   |                                   |
| 9    | Real Jaén C. F.           | 51   | 38 | 11 | 18 | 9  | 35 | 34 | +1   |                                   |
| 10   | C. F. Extremadura         | 50   | 38 | 12 | 14 | 12 | 45 | 39 | +6   |                                   |
| 11   | C. D. Linares             | 50   | 38 | 12 | 14 | 12 | 30 | 29 | +1   |                                   |
| 12   | Écija Balompié            | 50   | 38 | 14 | 8  | 16 | 30 | 46 | −16  |                                   |
| 13   | F. C. Cartagena           | 49   | 38 | 12 | 13 | 13 | 31 | 30 | +1   |                                   |
| 14   | C. D. Díter Zafra         | 49   | 38 | 12 | 13 | 13 | 30 | 42 | −12  |                                   |
| 15   | C. D. Alcalá              | 48   | 38 | 11 | 15 | 12 | 37 | 43 | −6   |                                   |
| 16   | Talavera C. F.            | 46   | 38 | 10 | 16 | 12 | 35 | 34 | +1   | Acceso a Promoción de permanencia |
| 17   | Tomelloso C. F. (D)       | 42   | 38 | 9  | 15 | 14 | 26 | 41 | −15  | Descenso a Tercera División       |
| 18   | C. D. Don Benito (D)      | 36   | 38 | 7  | 15 | 16 | 22 | 36 | −14  | Descenso a Tercera División       |
| 19   | Jerez C. F. (D)           | 36   | 38 | 8  | 12 | 18 | 26 | 47 | −21  | Descenso a Tercera División       |
| 20   | Arenas C. D. (D)          | 28   | 38 | 5  | 13 | 20 | 32 | 49 | −17  | Descenso a Tercera División       |

 Fuente: BDFutbol
Criterios de clasificación: Puntos · Enfrentamientos directos · Diferencia de goles · Goles a favor · Play-off

#### Resultados
| Local \ Visitante     | ALC | ALG | ARE | BAD | CAR | CEU | CON | DIT | DON | ECI | EXT | JAE | JER | LIN | LOR | MAR | MEL | SEV | TAL | TOM |
| --------------------- | --- | --- | --- | --- | --- | --- | --- | --- | --- | --- | --- | --- | --- | --- | --- | --- | --- | --- | --- | --- |
| C. D. Alcalá          | —   | 1–0 | 3–1 | 1–1 | 2–2 | 0–1 | 1–3 | 1–0 | 0–2 | 1–0 | 1–0 | 2–4 | 3–0 | 1–1 | 0–0 | 2–1 | 0–0 | 1–1 | 1–1 | 3–0 |
| Algeciras C. F.       | 2–1 | —   | 1–0 | 1–0 | 1–0 | 1–2 | 0–0 | 1–0 | 1–1 | 1–1 | 1–0 | 0–0 | 2–1 | 1–0 | 0–0 | 2–0 | 0–0 | 0–2 | 1–0 | 3–3 |
| Arenas C. D.          | 2–0 | 0–1 | —   | 3–0 | 0–1 | 0–0 | 0–2 | 0–1 | 1–1 | 3–0 | 1–1 | 0–1 | 1–1 | 2–1 | 4–0 | 0–1 | 2–2 | 1–1 | 1–1 | 0–1 |
| C. D. Badajoz         | 1–1 | 0–0 | 3–0 | —   | 2–3 | 1–1 | 1–0 | 0–1 | 0–2 | 2–0 | 2–2 | 1–0 | 2–1 | 4–1 | 2–0 | 4–1 | 0–2 | 3–0 | 0–0 | 2–0 |
| F. C. Cartagena       | 1–2 | 1–0 | 2–0 | 1–1 | —   | 0–0 | 1–1 | 0–0 | 3–0 | 0–1 | 3–1 | 1–3 | 0–1 | 0–0 | 0–1 | 2–0 | 2–1 | 0–1 | 0–0 | 1–0 |
| A. D. Ceuta           | 1–1 | 1–0 | 2–0 | 0–0 | 1–1 | —   | 0–1 | 2–1 | 1–0 | 2–0 | 1–0 | 0–0 | 3–0 | 1–1 | 0–1 | 2–2 | 2–0 | 1–0 | 1–1 | 3–0 |
| U. B. Conquense       | 1–0 | 0–1 | 0–0 | 2–1 | 1–1 | 1–0 | —   | 4–1 | 1–0 | 1–2 | 1–0 | 0–0 | 1–0 | 0–0 | 2–1 | 1–0 | 0–1 | 2–1 | 2–1 | 3–0 |
| C. D. Díter Zafra     | 0–0 | 0–0 | 2–0 | 0–2 | 0–2 | 0–1 | 2–1 | —   | 1–1 | 2–1 | 2–2 | 3–1 | 1–1 | 1–0 | 1–0 | 0–2 | 1–0 | 1–0 | 2–1 | 0–0 |
| C. D. Don Benito      | 0–0 | 0–0 | 1–1 | 2–3 | 0–1 | 0–1 | 1–2 | 1–0 | —   | 1–2 | 0–2 | 0–0 | 1–0 | 1–0 | 2–1 | 0–0 | 1–1 | 0–3 | 0–1 | 1–0 |
| Écija Balompié        | 2–3 | 2–1 | 2–0 | 2–1 | 1–0 | 0–1 | 2–0 | 1–2 | 1–0 | —   | 0–0 | 1–0 | 1–0 | 0–0 | 0–3 | 0–3 | 0–3 | 0–2 | 2–0 | 1–1 |
| C. F. Extremadura     | 2–2 | 0–0 | 3–0 | 1–1 | 1–0 | 1–1 | 0–0 | 2–0 | 0–0 | 2–1 | —   | 3–0 | 1–0 | 1–2 | 2–1 | 4–0 | 1–1 | 2–3 | 1–1 | 1–1 |
| Real Jaén C. F.       | 1–0 | 1–0 | 2–1 | 1–1 | 0–0 | 1–1 | 3–1 | 0–0 | 1–1 | 0–0 | 1–0 | —   | 1–1 | 0–2 | 1–2 | 3–0 | 1–0 | 0–0 | 2–2 | 0–0 |
| Jerez C. F.           | 0–0 | 0–0 | 1–1 | 1–0 | 1–0 | 1–0 | 0–1 | 1–1 | 0–0 | 1–1 | 0–2 | 3–3 | —   | 2–0 | 4–2 | 0–1 | 0–1 | 2–1 | 0–0 | 0–0 |
| C. D. Linares         | 1–0 | 1–1 | 1–0 | 0–0 | 0–0 | 1–0 | 0–1 | 0–0 | 1–0 | 0–0 | 0–1 | 0–0 | 3–0 | —   | 2–0 | 0–1 | 2–1 | 1–0 | 3–0 | 1–1 |
| Lorca Deportiva C. F. | 4–0 | 2–0 | 4–4 | 2–0 | 0–0 | 1–2 | 0–0 | 7–1 | 2–1 | 6–0 | 3–1 | 2–1 | 3–0 | 1–0 | —   | 5–0 | 1–1 | 1–0 | 2–1 | 1–1 |
| U. D. Marbella        | 3–0 | 1–1 | 0–0 | 1–2 | 0–1 | 1–1 | 3–2 | 1–1 | 3–0 | 1–1 | 0–0 | 3–1 | 4–0 | 3–1 | 2–0 | —   | 2–0 | 1–5 | 1–0 | 3–1 |
| U. D. Melilla         | 0–2 | 3–1 | 2–1 | 3–2 | 2–0 | 0–1 | 1–3 | 1–1 | 0–0 | 0–1 | 2–3 | 0–0 | 1–0 | 2–2 | 1–1 | 0–0 | —   | 1–0 | 4–0 | 3–0 |
| Sevilla F. C. "B"     | 1–1 | 1–0 | 2–1 | 5–3 | 2–0 | 2–0 | 2–1 | 2–0 | 0–0 | 1–0 | 2–0 | 1–2 | 3–0 | 1–1 | 2–0 | 0–0 | 2–2 | —   | 1–0 | 0–0 |
| Talavera C. F.        | 3–0 | 0–0 | 0–0 | 2–0 | 2–0 | 1–1 | 3–0 | 1–1 | 1–1 | 2–0 | 3–1 | 2–0 | 0–2 | 0–1 | 0–0 | 0–0 | 2–0 | 0–2 | —   | 2–0 |
| Tomelloso C. F.       | 0–0 | 0–1 | 2–1 | 0–2 | 1–1 | 1–0 | 1–1 | 2–0 | 1–0 | 0–1 | 2–1 | 0–0 | 2–1 | 2–0 | 1–1 | 0–1 | 0–1 | 1–0 | 1–1 | —   |

## Promoción de ascenso a Segunda División
- Se clasifican los siguientes equipos a la promoción de ascenso:

| Pos                                              | Grupo I              | Grupo II        | Grupo III         | Grupo IV           |
| ------------------------------------------------ | -------------------- | --------------- | ----------------- | ------------------ |
| 1º                                               | Real Madrid Castilla | SD Ponferradina | Alicante CF       | Sevilla FC "B"     |
| 2º                                               | Universidad LPGC CF  | Real Unión Club | Hércules CF       | UB Conquense       |
| 3º                                               | Rayo Vallecano       | Burgos CF       | CD Castellón      | AD Ceuta           |
| 4º                                               | RSD Alcalá           | Zamora CF       | Real Zaragoza "B" | Lorca Deportiva CF |
| En negrita equipos que suben a Segunda División. |                      |                 |                   |                    |

## Promoción de permanencia
- Se clasifican los siguientes equipos a la promoción de permanencia:

| CF Fuenlabrada                                      | CD Mirandés | UDA Gramenet | Talavera CF |
| En negrita equipo que desciende a Tercera División. |             |              |             |

## Resumen
Ascienden a Segunda división:
| - Club Deportivo Castellón | - Hércules Club de Fútbol | - Lorca Deportiva Club de Fútbol | - Real Madrid Club de Fútbol "B" |

Descienden a Tercera división: 
| Grupo I - Unión Deportiva Fuerteventura - Real Club Deportivo Mallorca "B" - Club Deportivo Artístico Navalcarnero - Atlético Arteixo | Grupo II - Club Deportivo Mirandés - Club Deportivo Guijuelo - Real Sociedad Gimnástica de Torrelavega - Sestao River Club - Club Haro Deportivo | Grupo III - Girona Futbol Club - Real Club Deportivo Espanyol "B" - Novelda Club de Fútbol - Peña Sport Fútbol Club | Grupo IV - Tomelloso Club de Fútbol - Club Deportivo Don Benito - Jerez Club de Fútbol - Arenas de Armilla Cultura y Deporte |

Campeones de Segunda División B (título honorífico y en trofeo que no garantiza el ascenso):
| - Real Madrid Club de Fútbol "B" | - Sociedad Deportiva Ponferradina | - Alicante Club de Fútbol | - Sevilla Fútbol Club "B" |

## Copa del Rey
Los cinco primeros clasificados de cada grupo, exceptuando a los filiales, y los tres siguientes equipos con mejor puntuación en todos los grupos se clasifican para la siguiente edición de la Copa del Rey. La plaza de los filiales la ocupan los siguientes equipos mejor clasificados.